# 靳康
靳康（3世纪—319年），十六国初期人物，匈奴族屠各部，靳准从弟。

## 生平
汉赵皇帝刘粲即位，经常在后宫游乐。靳准专断军国大事，任命靳明为车骑将军、靳康为卫将军。汉昌元年（318年），靳准将作乱，与王延商议。王延不从，准备告发，路遇靳康，靳康劫持王延。靳准便领兵登光极殿杀死刘粲。汉国尚书北宫纯等在东宫建堡固守，被靳康攻灭。任命靳明为尚书令。十二月，部众内讧，靳康与左、右车骑将军乔泰、王腾合谋杀害靳准，推举靳明为盟主。次年，靳明、靳康被石勒击败，于是投降刘曜，靳氏男女无论老幼全部被杀。

## 女儿
靳康之女，姿容美丽，有志操。刘曜诛杀靳氏，欲纳靳康女为妾，靳女说：“陛下既灭我的父母兄弟，还要妾身何为！妾身听说逆人被杀时，还要掘毁住宅伐倒树木，何况其子女！”靳女号泣请死才出于哀怜放过了靳康的一个儿子。